# Аборти в Монако

Правовий статус абортів у світі:
Легальний
Легальний при зґвалтуванні та за медико-соціальними показниками
Легальний у випадках (або заборонений, окрім випадків) зґвалтування, медико-соціальних протипоказань
Заборонений, окрім випадків зґвалтування та медико-соціальних протипоказань
Заборонений, окрім випадків загрозі життю жінки та наявності психічних і патологічних протипоказань
Заборонений без виключень
Відмінності за регіонами
Відсутні дані

Аборти в Монако законні лише в разі зґвалтування, каліцтва плоду, захворювання або загрози для життя жінки. Останній закон про аборти прийнято 8 квітня 2009 року; До цього в Монако діяло одне з найсуворіших законодавств про аборти в Європі, їх дозволено було проводити лише у випадку загрози для життя жінки.
Попередній закон 1967 року забороняв аборти за будь-яких обставин, але кримінальні справи виправдовували цю процедуру, якщо її проводили для порятунку життя жінки. Старий закон карав жінок за нелегальні аборти позбавленням волі на строк до 3 років, а особу, яка їх виконувала, позбавленням волі на строк до 5 років. Якщо виконавець аборту був за професією медиком, то його позбавляли права на медичну практику.